# Чаплин (фильм)
«Ча́плин» (англ. Chaplin) — кинофильм режиссёра Ричарда Аттенборо о жизни Чарльза Чаплина, основанный на его же автобиографии. Роль самого Чаплина исполнил Роберт Дауни-младший. В роли матери Чаплина Ханны снялась дочь Чарльза Джеральдина.
На счету Ричарда Аттенборо уже были известные биографические фильмы об Уинстоне Черчилле и Махатме Ганди.
Роберт Дауни-младший был номинирован на премию «Оскар» в категории «главная мужская роль», но в тот год награду в этой номинации получил Аль Пачино за роль в фильме «Запах женщины» (единственный раз в своей карьере).

## Сюжет
Фильм повествует о жизни и деятельности известного актёра и создателя фильмов Чарльза Чаплина, начиная с ранних лет в Англии и заканчивая концом его жизни в Швейцарии. В фильме показаны как личная жизнь Чаплина, так и социально-политическая обстановка, сопровождавшая его деятельность в кинематографе.

## В ролях
- Роберт Дауни-младший — Чарли Чаплин
- Джеральдина Чаплин — Ханна Чаплин, мать Чарли и Сидни
- Пол Рис — Сидни Чаплин, старший единоутробный брат Чарли
- Джон Тоу — Фред Карно, английский антрепренёр
- Мойра Келли — Хетти Келли, первая любовь Чарли / Уна О’Нил, четвёртая жена Чарли
- Энтони Хопкинс — Джордж Хэйден, писатель
- Дэн Эйкройд — Мак Сеннетт, американский режиссёр комедий
- Мариса Томей — Мэйбл Норманд, звезда фильмов Мака Сеннета
- Пенелопа Энн Миллер — Эдна Пёрвиэнс, партнёрша Чарли в 1915—1923 годах
- Кевин Клайн — Дуглас Фэрбенкс, американский актёр, друг Чарли
- Мария Питилло — Мэри Пикфорд, жена Дугласа Фэрбенкса
- Мила Йовович — Милдред Харрис, первая жена Чарли
- Кевин Данн — Эдгар Гувер, директор ФБР
- Дебора Мур (как Дебора Мария Мур) — Лита Грей, вторая жена Чарли
- Дайан Лейн — Полетт Годдар, третья жена Чарли
- Джеймс Вудс — Джозеф Скотт
- Дэвид Духовны — Роланд Тотеро, оператор фильмов Чаплина
- Бенджамин Уитроу — станционный смотритель

## Награды и номинации
- 1993 — три номинации на премию «Оскар»: лучшая мужская роль (Роберт Дауни-младший), лучшая музыка к фильму (Джон Барри), лучшая работа художника—постановщика (Стюарт Крэйг, Крис А. Батлер)
- 1993 — три номинации на премию «Золотой глобус»: лучшая мужская роль — драма (Роберт Дауни-младший), лучшая женская роль второго плана (Джеральдина Чаплин), лучшая музыка к фильму (Джон Барри)
- 1993 — премия BAFTA за лучшую мужскую роль (Роберт Дауни-младший), а также три номинации: лучший грим и причёски (Уолли Шнейдерман, Джилл Рокоу, Джон Кальоне-младший), лучший дизайн костюмов (Джон Молло, Эллен Мирожник), лучшая работа художника—постановщика (Стюарт Крэйг)
- 1993 — премия Лондонского кружка кинокритиков за лучшую мужскую роль (Роберт Дауни-младший)
- 1993 — номинация на лучший фильм на кинофестивале «Fantasporto» (Ричард Аттенборо)